# Fórmula de Faà di Bruno
La fórmula de Faà di Bruno es una identidad que generaliza la regla de la cadena a derivadas de orden superior, llamada así en honor al matemático italiano  Francesco Faà di Bruno (1825-1888) , aunque él no fue el primero en afirmar o demostrar la fórmula. En 1800, más de 50 años antes de Faà di Bruno, el matemático francés Louis François Antoine Arbogast (1759-1803) declaró la fórmula en un libro de cálculo, considerada la primera referencia publicada al respecto sobre el tema.
Quizás, la forma más conocida de la fórmula Faa di Bruno dice que:

{\displaystyle {d^{n} \over dx^{n}}f(g(x))=\sum {\frac {n!}{m_{1}!\,1!^{m_{1}}\,m_{2}!\,2!^{m_{2}}\,\cdots \,m_{n}!\,n!^{m_{n}}}}\cdot f^{(m_{1}+\cdots +m_{n})}(g(x))\cdot \prod _{j=1}^{n}\left(g^{(j)}(x)\right)^{m_{j}}},

donde la suma es sobre todas las n-tuplas de enteros no negativos (m1, …, mn) que satisfacen la restricción:

{\displaystyle 1\cdot m_{1}+2\cdot m_{2}+3\cdot m_{3}+\cdots +n\cdot m_{n}=n.\,}.

A veces, para darle un patrón memorable, esta está escrita en una forma en la que los coeficientes que tienen la interpretación combinatoria que se discuten a continuación son menos explícitos:

{\displaystyle {d^{n} \over dx^{n}}f(g(x))=\sum {\frac {n!}{m_{1}!\,m_{2}!\,\cdots \,m_{n}!}}\cdot f^{(m_{1}+\cdots +m_{n})}(g(x))\cdot \prod _{j=1}^{n}\left({\frac {g^{(j)}(x)}{j!}}\right)^{m_{j}}}.

Combinando los términos con el mismo valor de m1 + m2 + ... + mn = k y notando que m j tiene que ser cero para j > n − k + 1 proporciona una fórmula algo más sencilla en términos de Polinomios de Bell Bn,k(x1,...,xn−k+1):

{\displaystyle {d^{n} \over dx^{n}}f(g(x))=\sum _{k=1}^{n}f^{(k)}(g(x))\cdot B_{n,k}\left(g'(x),g''(x),\dots ,g^{(n-k+1)}(x)\right)}.